# 伊麗莎 (伊利諾伊州)
伊麗莎（英語：Eliza）是位於美國伊利諾伊州默瑟縣的一個非建制地區。該地的面積和人口皆未知。

## 地理
伊麗莎的座標為41°17′45″N 90°58′04″W / 41.29583°N 90.96778°W，而該地的平均海拔高度為212米（即696英尺）。